# Bistum Elmham
Das Bistum Elmham (lat.: Dioecesis Helmamensis) war eine im heutigen Vereinigten Königreich gelegene römisch-katholische Diözese mit Sitz in North Elmham.

## Geschichte

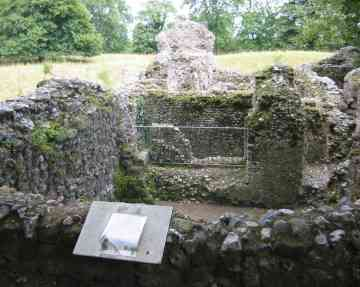
Überreste der Kathedrale in North Elmham

Das Bistum Elmham wurde im Jahre 672 durch Erzbischof Theodor von Canterbury zusammen mit dem Bistum Dunwich errichtet. Es umfasste Teile von East Anglia. Im Jahre 950 wurde das Bistum Elmham aufgelöst und das Territorium mit dem Bistum Dunwich zusammengelegt, wobei der Bischofssitz in Elmham blieb. Nach der Eroberung durch die Normannen wurde der Bischofssitz 1075 nach Thetford verlegt, 1094 dann nach Norwich.
Das Bistum Elmham war dem Erzbistum Canterbury als Suffraganbistum unterstellt. Im Jahre 1969 wurde das Bistum Elmham als Titularbistum Elmhama wiedererrichtet.